# Горбачі (Ніжинський район)
Горбачі́ — село в Україні, у Бобровицькій міській громаді Ніжинського району Чернігівської області. Населення - 288 осіб. До Горбачівського старостинського округу належить село Зелене.
Географія
Село розташоване в північно-східній частині району. Відстань від районного центру автомобільними шляхами — 48 км, до залізничної станції Кобижча — 12 км, до обласного центру — 150 км.
Село на чотирьох горбах, відстань між якими 2,5-3 км, протяжність села — до 8 км.
За даними перепису 2006 року у Горбачах проживало 446 осіб.

## Історія
Село заселене вихідцями із села Кобижча в середині XIX ст. Після реформи 1861 вони одержали земельні наділи, на яких згодом і побудували собі нові оселі. Утворилося декілька хуторів, назви яких пішли від прізвищ переселенців: Киселі, Вітри, Олешки, Шаповали. Поблизу села Горбачі виявлені кургани ІІ-І тис. до н. е. У 1936 - 1939 роках  проходило велике планове переселення, метою якого було створення одного населеного пункту. Це завдання з певних обставин не виконали. Три великі хутори, відстань між якими два-три кілометри, умовно об'єднали в один населений пункт, названий на честь першого голови сільської ради Віктора Петровича Горбача. В об'єднаному колгоспі хутори стали називати бригадами. Ще один хутір - Зелений - належав до Горбачівської сільської ради, у колгоспі значився четвертою бригадою.
12 червня 2020 року, відповідно до розпорядження Кабінету Міністрів України № 730-р «Про визначення адміністративних центрів та затвердження територій територіальних громад Чернігівської області», увійшло до складу Бобровицької міської громади.
19 липня 2020 року, в результаті адміністративно-територіальної реформи та ліквідації Бобровицького району, увійшло до складу Ніжинського району Чернігівської області.

## Голодомор
Село постраждало від геноциду українського народу 1932—1933, проведеного урядом СРСР. Від терору голодом загинуло 56 осіб, у тому числі діти. Найбільше постраждали родини Ярмоленків, Ярмаків, Гуринів, Потоцьких, Шаповалів.
Під час колективізації приватні господарства зганяли у так звані колгоспи, яких сформували чотири. Пізніше їх злили в один, що складався з 4 артілей.

## Також
- Перелік населених пунктів, що постраждали від Голодомору 1932—1933 (Чернігівська область)